# Bedeque
Pour les articles homonymes, voir Bédèque.
Bedeque (Bédèque en français) est un ancien village dans le comté de Prince de la province de l'Île-du-Prince-Édouard au Canada. Le 17 novembre 2014, Bedeque fusionne avec la communauté de Central Bedeque et devient Bedeque and Area.

## Démographie
| 2001 | 2006 | 2011 | 2016 |
| ---- | ---- | ---- | ---- |
| 154  | 139  | 143  | 143  |

## Référence
- (en) Cet article est partiellement ou en totalité issu de l’article de Wikipédia en anglais intitulé « Bedeque » (voir la liste des auteurs).

1. ↑  (en) « Bedeque and Area looks to amalgamate further », sur cbc.ca, 3 août 2015 (consulté le 13 août 2020)
2. ↑  « Statistique Canada - Profils des communautés de 2016 - Bedeque » (consulté le 19 février 2020)
3. ↑  « Statistique Canada - Profils des communautés de 2006 - Bedeque » (consulté le 15 mai 2020)